# Hemerocampa costaricensis
Hemerocampa costaricensis är en fjärilsart som beskrevs av William Schaus 1910. Hemerocampa costaricensis ingår i släktet Hemerocampa och familjen tofsspinnare. Inga underarter finns listade i Catalogue of Life.